# Valdemaras Chomičius
Valdemaras Chomičius (* 4. května 1959) je bývalý litevský basketbalista, který reprezentoval Sovětský svaz i samostatnou Litvu. Se sovětskou reprezentací získal zlatou olympijskou medaili na hrách v Soulu roku 1988, titul mistra světa z roku 1982 a dva tituly mistra Evropy (1979, 1985). Krom toho stříbro z MS 1986, stříbro z ME 1987, dva evropské bronzy (1983, 1989). Avšak cenné kovy sbíral i v dresu nově vytvořené litevské reprezentace. Na olympijských hrách v Barceloně roku 1992 s ní skončil na třetím místě, z evropského šampionátu v roce 1995 si přivezl stříbrnou medaili. S klubem Žalgiris Kaunas se stal třikrát mistrem SSSR (1985, 1986, 1987), hrál s ním finále Euroligy (1985–86), finále Poháru vítězů pohárů (1984–85) a vyhrál Interkontinentální pohár (1986). V Kaunasu prožil jádro své kariéry (1978–1989), poté absolvoval ještě řadu štací v zahraničí (Forum Valladolid, Aprimatic Bologna, CAI Zaragoza, Castors Braine, Spirou Charleroi, CB Marbella). Do Litvy se vrátil v roce 1995, začal nastupovat za menší kluby, kde si počal osvojovat trenérské řemeslo, zprvu jako hrající trenér. Od roku 2002 přesedlal na trenéřinu plně. S klubem BC Dnipro se podílel na zisku titulu mistra Ukrajiny. Roku 2003 byl vyznamenán litevským Řádem za zásluhy.